# Scaphytopius pallidicapitatus
Scaphytopius pallidicapitatus är en insektsart som beskrevs av Hepner 1946. Scaphytopius pallidicapitatus ingår i släktet Scaphytopius och familjen dvärgstritar. Inga underarter finns listade i Catalogue of Life.